# 泰勒角
泰勒角（英語：Taylor Point），是南極洲的海岬，位於南設得蘭群島的喬治王島東岸，在1960年由英國南極名稱諮詢委員會命名，現時由南極條約體系管理。